# Быстрица-Горская
Быстрица-Горская (укр. Бистриця-Гірська, до 2014 г. — Быстрица) — село в Сходницкой поселковой общине Дрогобычского района Львовской области Украины.
Население по переписи 2001 года составляло 251 человек. Занимает площадь 21,205 км². Почтовый индекс — 82190. Телефонный код — 3244.

## Примечание
1. ↑  Про перейменування села Бистриця Дрогобицького району Львівської області. zakon.rada.gov.ua. Дата обращения: 31 декабря 2020. Архивировано 24 января 2022 года.